# Wilhelm Bischoff (Parteifunktionär)
Wilhelm Bischoff (* 20. Juli 1920) ist ein ehemaliger deutscher Parteifunktionär der DDR-Blockpartei NDPD. Er war Vorsitzender des Bezirksvorstandes Magdeburg der NDPD.

## Leben
Bischoff, von Beruf Bäcker, wurde nach Kriegsende 1945 Neulehrer in Roßlau und später Schulleiter in Zerbst. 
Ab 1954 war er hauptamtlicher NDPD-Funktionär. Ab 1965 war er Sekretär, von 1969 bis 15. März 1972 fungierte er als Vorsitzender des NDPD-Bezirksvorstandes Magdeburg. Bischoff war zudem zeitweise Mitglied des NDPD-Hauptausschusses.
Seit November 1971 war er Abgeordneter und Vorsitzender der Ständigen Kommission Haushalt und Finanzen des Bezirkstages Magdeburg. Seit März 1972 war er Sekretär des Bezirksausschusses der Nationalen Front. Er war auch stellvertretender Vorsitzender des Bezirksausschusses der Gesellschaft für Deutsch-Sowjetische Freundschaft in Magdeburg. 
Bischoff wurde am 5. Oktober 1970 mit dem Vaterländischen Verdienstorden in Bronze ausgezeichnet.